# Pustina
Pustina (en allemand : Pustina) est une commune du district d'Ústí nad Orlicí, dans la région de Pardubice, en Tchéquie. Sa population s'élevait à 66 habitants en 2024.

## Géographie
Pustina se trouve à 8 km au sud-ouest du centre de Vysoké Mýto, à 23 km à l'ouest-sud-ouest d'Ústí nad Orlicí, à 28 km au sud-est de Pardubice et à 121 km à l'est-sud-est de Prague.
La commune est limitée par Vysoké Mýto au nord, par Zádolí à l'est, par Libecina à l'est et au sud, et par Řepníky à l'ouest.

## Histoire
La première mention écrite de la localité date de 1720.

## Transports
Par la route, Pustina trouve à 9 km de Vysoké Mýto, à 33 km d'Ústí nad Orlicí, à 36 km de Pardubice et à 150 km de Prague. 